# Fleischwolf

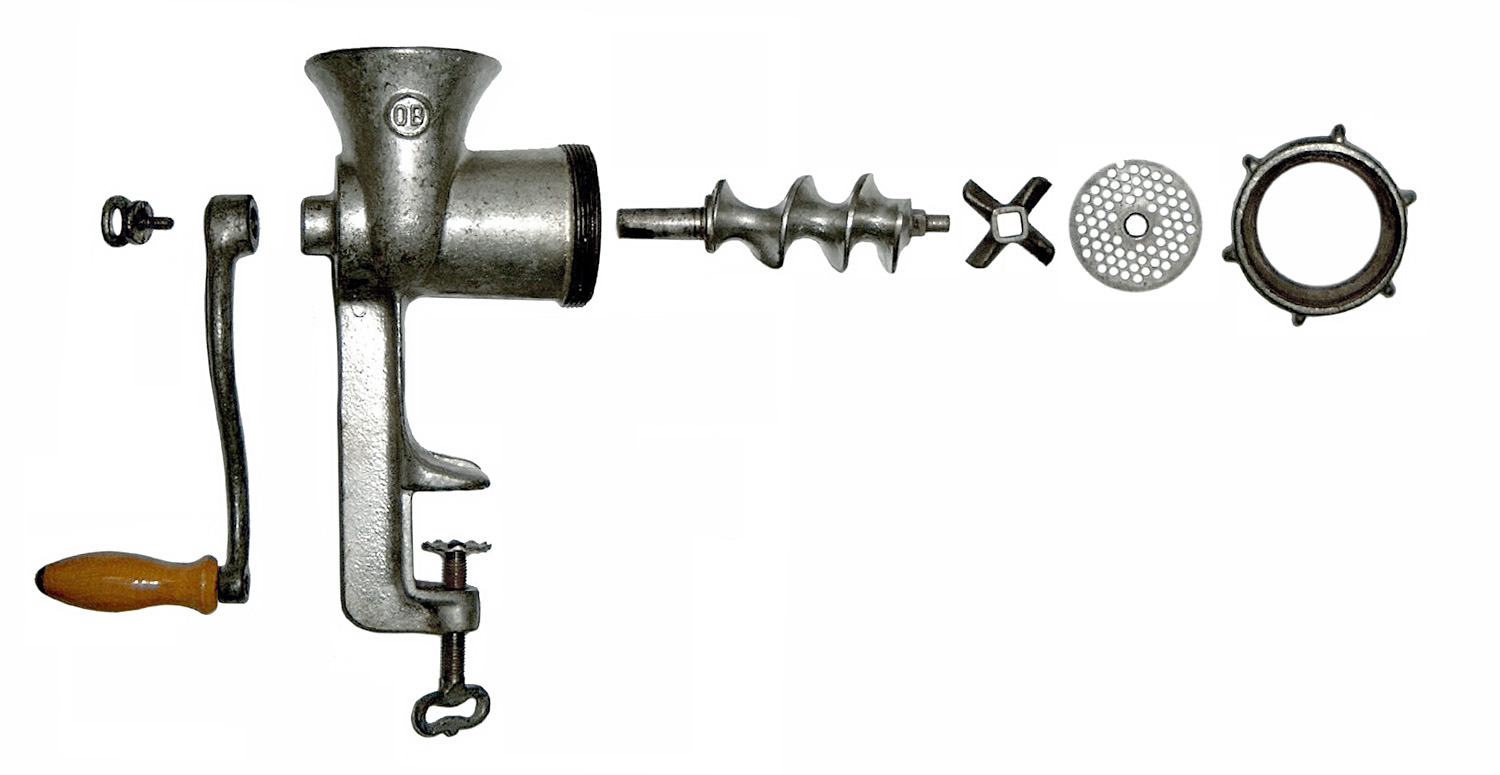
Handbetriebener Fleischwolf, zerlegt. Von links:
Befestigungsschraube
Kurbel
Gehäuse mit Einfülltrichter und Zwinge
Förderschnecke
Messerscheibe
Lochscheibe
Befestigungsring

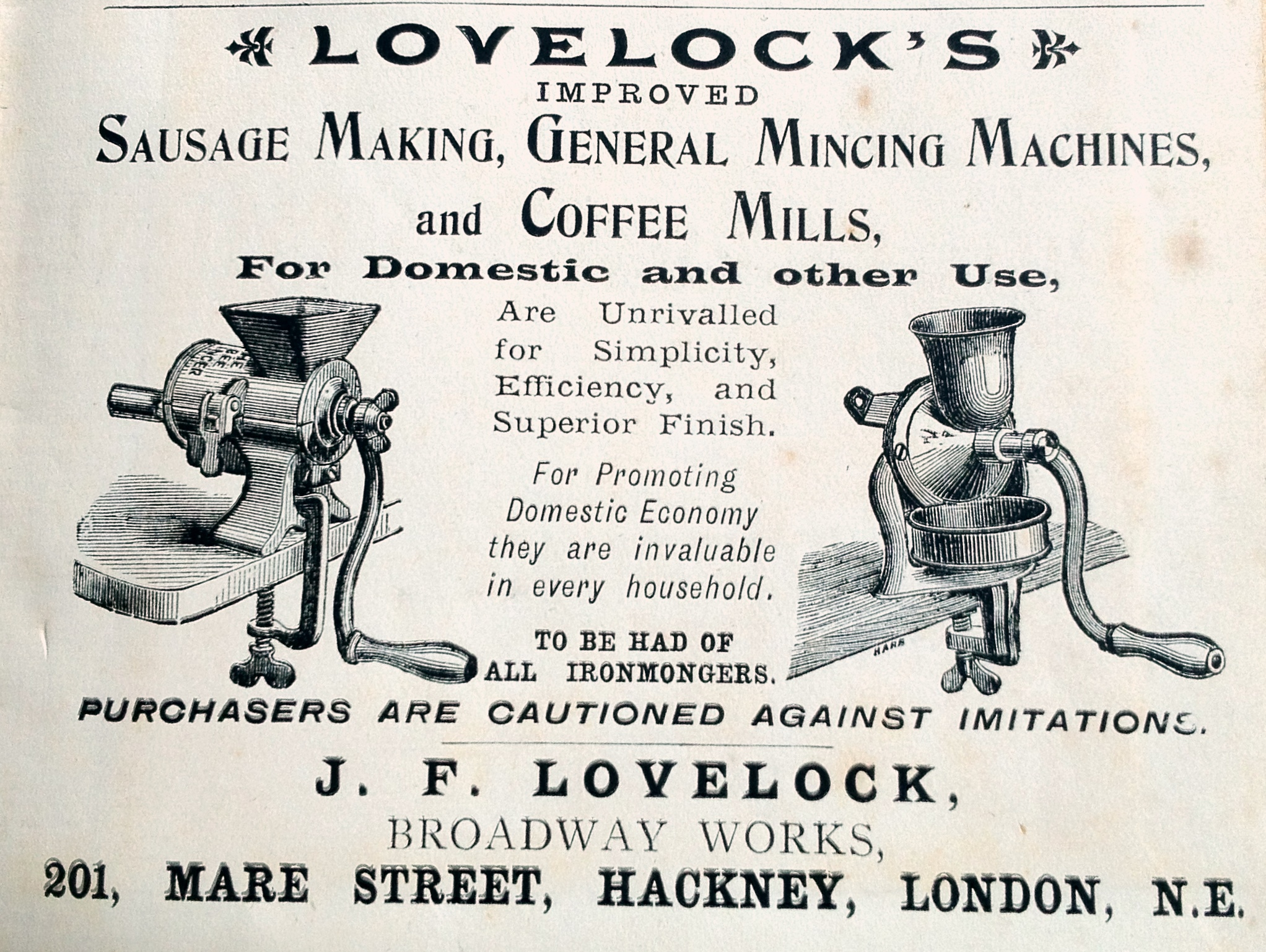
Fleischwolf-Reklame, Englisches Kochbuch, 1894

Ein Fleischwolf (in Österreich auch Fleischmaschine oder Faschiermaschine), kurz auch Wolf oder Drehwolf, dient dem feinen Zerkleinern bzw. Mahlen und Vermengen (fachsprachlich „Wolfen“ oder „Faschieren“) von rohem oder gegartem Fleisch oder Fisch, gekochtem Gemüse und ähnlichen Lebensmitteln. Er ersetzte Wiegemesser und andere Küchenwerkzeuge zur Herstellung von Hackfleisch (Faschiertem, Hackepeter, Haschiertem, Mett), Brät, Füllungen und anderem.

## Funktionsweise
Die grob zerkleinerten Lebensmittel werden in einen Einfülltrichter gegeben und gelangen auf eine waagerechte, von einer Handkurbel oder einem Elektromotor angetriebene Förderschnecke, die sie auch quetscht und teilweise vermengt. Am Ende der Schnecke befindet sich im einfachsten Fall eine fest mit ihrer Achse verbundene und daher ebenfalls rotierende Messerscheibe unmittelbar vor einer feststehenden Lochscheibe, aus der die dann – je nach Größe der Löcher – mehr oder weniger fein zerkleinerte Masse austritt.
Nach dem Abnehmen des Befestigungsrings kann die Lochscheibe ausgetauscht werden; wird auch die Befestigungsschraube an der Kurbel entfernt, lässt sich das Gerät zur Reinigung vollständig zerlegen.
Durch den Austausch des Vorsatzes können auch Paniermehl erzeugt oder Würste gefüllt werden (Wurstfüllvorsatz). Außerdem ist mit geeigneten Vorsätzen die Herstellung von Plätzchen (Spritzgebäck) möglich. Durch den Vorsatz erhält der Plätzchenteig eine langgestreckte flache oder sternförmige Form.
Hochwertigere Geräte weisen einen dreiteiligen Schneidsatz mit feststehendem Vorschneider vor Messer und Lochscheibe auf. Damit lässt sich auch sehniges Fleisch zuverlässig verarbeiten, ohne Gefahr zu laufen, dass unzerkleinerte Sehnen sich um die Schnecke wickeln. Bei Maschinen mit fünfteiligem Schneidsatz kommen noch eine zusätzliche Lochscheibe nach dem ersten Messer und ein zweites Messer dazu.

## Fleischwolf (Fleischereimaschine)
Neben den hand- oder motorbetriebenen Fleischwölfen für den Haushalt gibt es auch Geräte für die Metzgerei (Tischwolf, Ladenwolf) und für die Lebensmittelindustrie. Diese großen Fleischereimaschinen können bis zu mehrere Tonnen je Stunde verarbeiten. Für diese Maschinen findet die Maschinenrichtlinie mit der Typ-C-Norm DIN EN 12331 Nahrungsmittelmaschinen – Wölfe – Sicherheits- und Hygieneanforderungen von 2004-5, mit Änderung von 2007-A2, Anwendung.

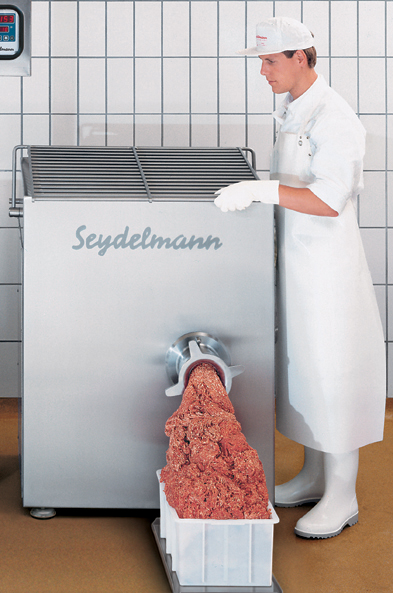
Ein großer Fleischwolf

In professionellen Wölfen befindet sich vor dem Messer eine feststehende als Vorschneider bezeichnete Scheibe, so dass das Messer zwei Schnittflächen vor und hinter dem Messer hat. Für besonders feine Körnungen wird auch nach der ersten Lochscheibe ein zweites Messer und danach eine Lochscheibe mit kleinerer Öffnung eingefügt. Unterschiedlich breite Abstandsringe pressen die Schneidwerkzeuge mit der Befestigungsmutter in den Schneckengang. Die Öffnungen in der Scheibe bestimmen die Körnung des Schneidguts. Speziell geformte Hülsen ermöglichen auch das teilweise Separieren von festen Bestandteilen (Knochenstücke, Knorpel und Sehnen), so dass mit dem Wolfen auch eine Qualitätsverbesserung des Schnittguts einhergeht.

### Kühlung
Aufgrund hoher Hygieneanforderungen sind mittlerweile auch Fleischwölfe mit Kühlung auf dem Markt, hierbei verfügen die Geräte neben dem Motor auch über einen Kompressor für die Kühlung.

### Mischeinrichtung
Eine optionale Zusatzeinrichtung für größere Fleischwölfe ist die Mischeinrichtung. Damit werden unterschiedliche Fleischsorten (z. B. Rind- und Schweinefleisch) vor dem Wolfen homogen miteinander vermischt und Zusatzstoffe wie Salz und Gewürze in das Rohfleisch gemischt. Der Zerkleinerungsvorgang wird danach gestartet.
Ohne Mischeinrichtung müssen die Zusatzstoffe nach dem Wolfen in das zerkleinerte Fleisch eingemischt werden, was sich bei den meisten Produkten nachteilig auf die sensorische und visuelle Qualität auswirkt.

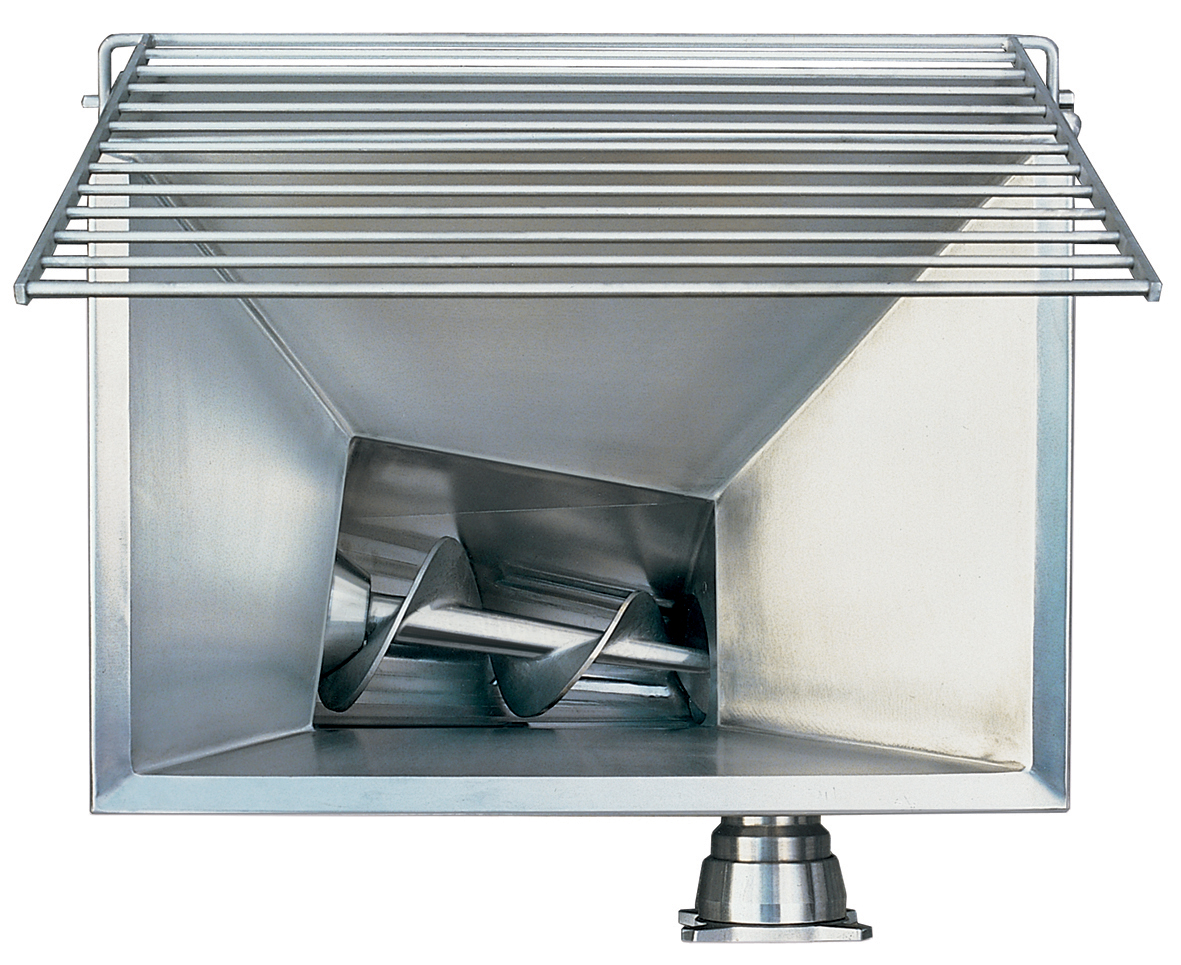
Zubringerschnecke eines Automaten-Fleischwolfs
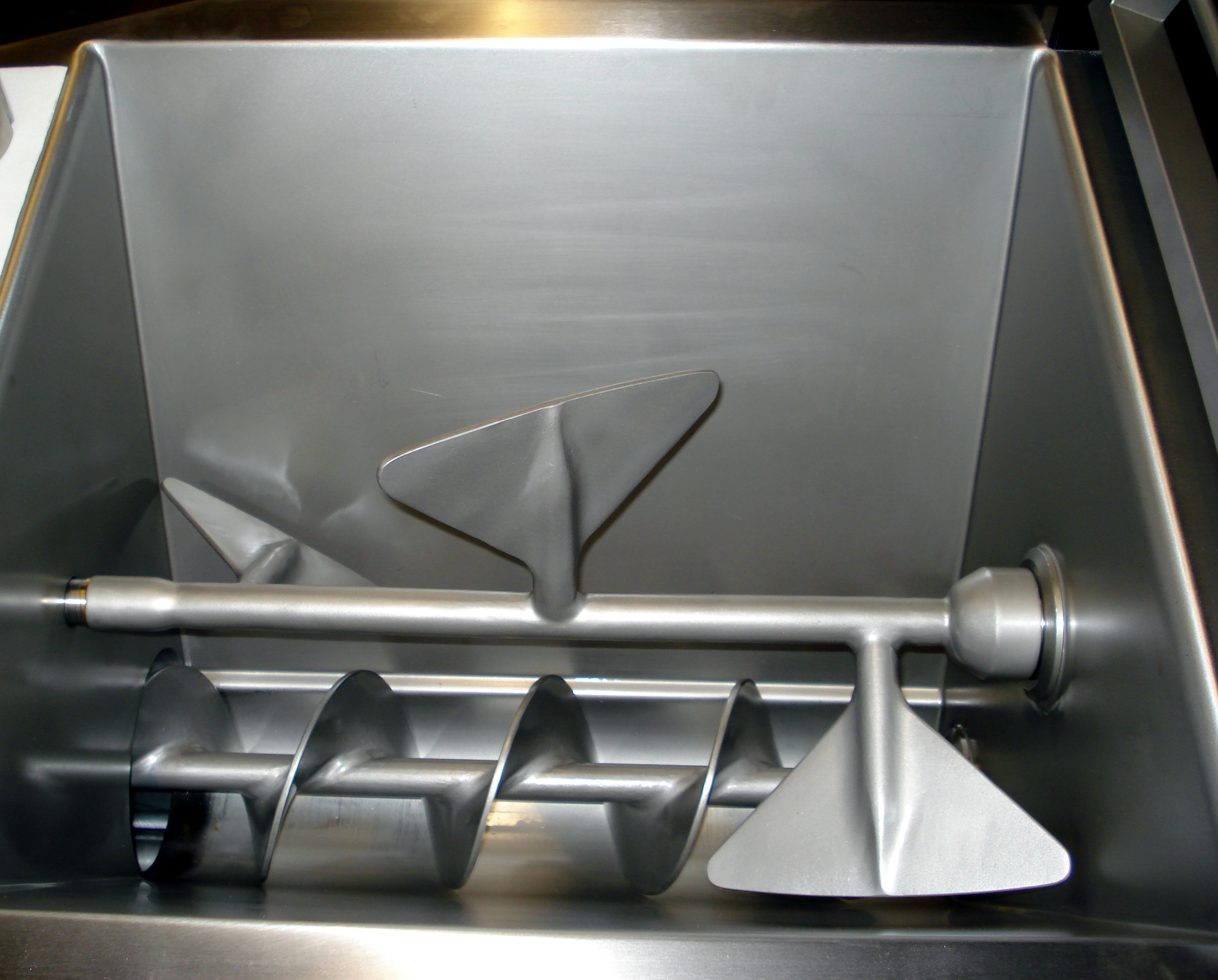
Mischpaddel eines Misch-Automatenwolfs
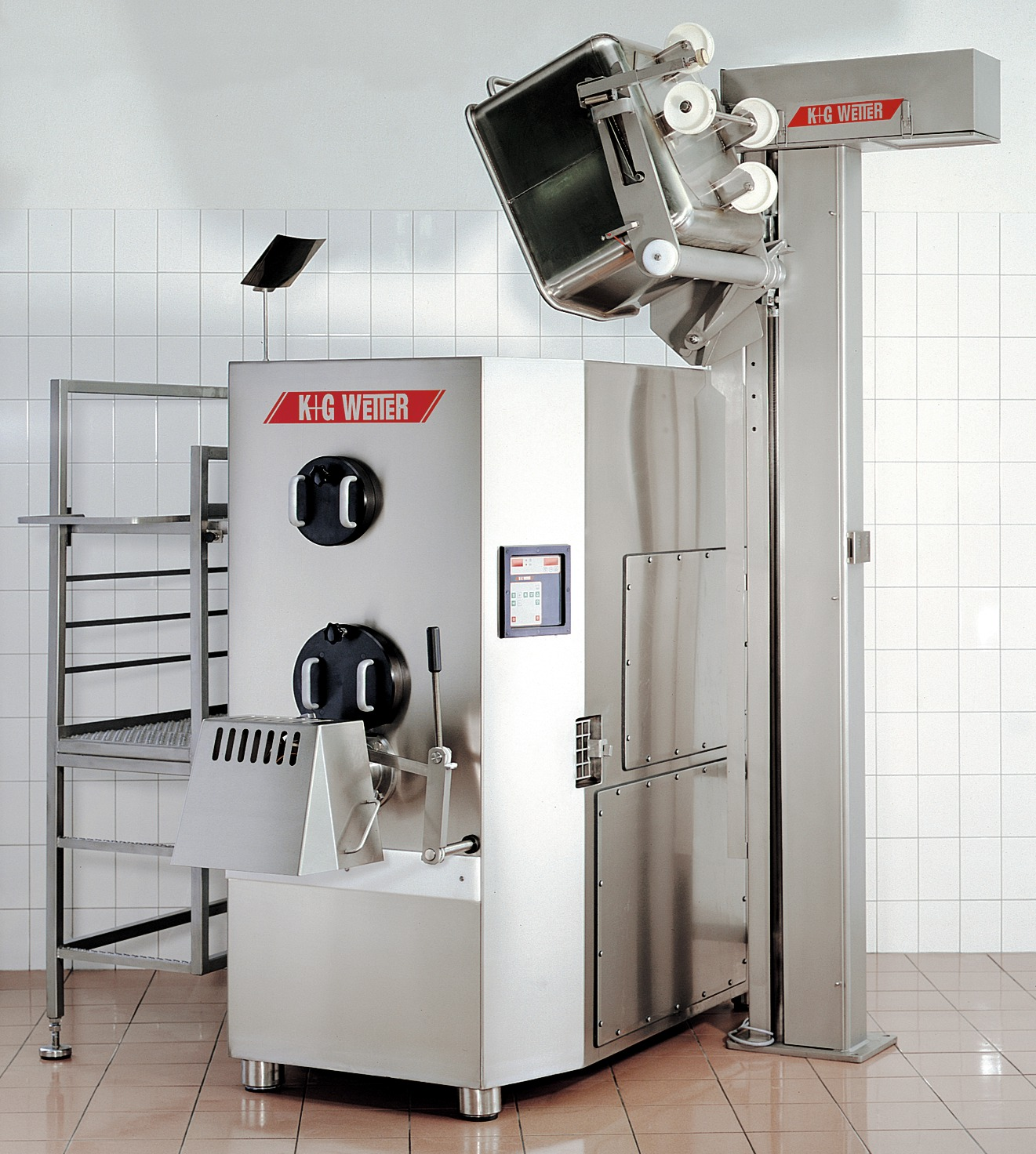
Misch-Automatenwolf mit Beschickungseinrichtung für die industrielle Fleischwaren-Produktion